# 更始 (西秦)
更始（409年七月－412年八月）是十六國時期西秦政權，高祖武元王乞伏歸的年號，共計3年餘。

## 纪年
| 更始 | 元年  | 二年  | 三年  | 四年  |
| ---- | ----- | ----- | ----- | ----- |
| 公元 | 409年 | 410年 | 411年 | 412年 |
| 干支 | 己酉  | 庚戌  | 辛亥  | 壬子  |

## 参看
- 中国年号索引
  - 其他时期使用的更始年号
- 同期存在的其他政权年号
  - 义熙（405年正月－418年十二月）：東晉皇帝晋安帝司马德宗的年号
  - 弘始（399年九月－416年正月）：后秦政权姚兴年号
  - 太上（405年十一月－410年二月）：南燕政权慕容超年号
  - 正始（407年七月－409年十月）：北燕政权高雲年号
  - 太平（409年十月－430年十二月）：北燕政权冯跋年号
  - 龙升（407年六月－413年二月）：夏国政权赫连勃勃年号
  - 建初（405年正月－417年二月）：西凉政权李暠年号
  - 嘉平（408年十一月－414年七月）：南凉政权秃发傉檀年号
  - 永安（401年六月－412年十月）：北凉政权沮渠蒙逊年号
  - 天赐（404年十月－409年十月）：北魏政权拓跋珪年号
  - 永兴（409年闰十月－413年十二月）：北魏政权拓跋嗣年号